# Dominica ai Giochi della XXX Olimpiade
Dominica ha partecipato ai Giochi della XXX Olimpiade di Londra, che si sono svolti dal 27 luglio al 12 agosto 2012, con una delegazione di 2 atleti, entrambi partecipanti alle gare di atletica leggera. Nessuno dei due è riuscito a superare la propria batteria, così Dominica ha terminato l'avventura londinese con zero medaglie.

## Atletica leggera
Gare maschili
| Atleta          | Gara  | Batterie | Batterie | Semifinali      | Semifinali      | Finale          | Finale          |
| Atleta          | Gara  | Tempo    | Pos.     | Tempo           | Pos.            | Tempo           | Pos.            |
| --------------- | ----- | -------- | -------- | --------------- | --------------- | --------------- | --------------- |
| Erison Hurtault | 400 m | 46"05    | 5º       | non qualificato | non qualificato | non qualificato | non qualificato |

Gare femminili
| Atleta       | Gara  | Batterie | Batterie | Semifinali      | Semifinali      | Finale          | Finale          |
| Atleta       | Gara  | Tempo    | Pos.     | Tempo           | Pos.            | Tempo           | Pos.            |
| ------------ | ----- | -------- | -------- | --------------- | --------------- | --------------- | --------------- |
| Luan Gabriel | 200 m | 24"12    | 9ª       | non qualificata | non qualificata | non qualificata | non qualificata |